# 10184 Galvani
10184 Galvani (1996 HC19) là một tiểu hành tinh vành đai chính được phát hiện ngày 15 tháng 4 năm 1996 bởi E. W. Elst ở Đài thiên văn La Silla. Nó được đặt theo tên 18th century Italian physicist và physician Luigi Galvani.